# Mithuna fuscivena
Mithuna fuscivena är en fjärilsart som beskrevs av George Francis Hampson 1896. Mithuna fuscivena ingår i släktet Mithuna och familjen björnspinnare. Inga underarter finns listade i Catalogue of Life.